# Municipio de Concord (Minnesota)
El municipio de Concord (en inglés: Concord Township) es un municipio ubicado en el condado de Dodge en el estado estadounidense de Minnesota. En el año 2010 tenía una población de 574 habitantes y una densidad poblacional de 6,01 personas por km².

## Geografía
El municipio de Concord se encuentra ubicado en las coordenadas 44°9′36″N 92°52′32″O / 44.16000, -92.87556. Según la Oficina del Censo de los Estados Unidos, el municipio tiene una superficie total de 95.45 km², de la cual 95,44 km² corresponden a tierra firme y (0,02 %) 0,02 km² es agua.

## Demografía
Según el censo de 2010, había 574 personas residiendo en el municipio de Concord. La densidad de población era de 6,01 hab./km². De los 574 habitantes, el municipio de Concord estaba compuesto por el 96,17 % blancos, el 0,52 % eran afroamericanos, el 0,17 % eran amerindios, el 0,17 % eran asiáticos, el 1,74 % eran de otras razas y el 1,22 % eran de una mezcla de razas. Del total de la población el 2,61 % eran hispanos o latinos de cualquier raza.